# سر بير (دوراهان)
سر بیر (بالفارسية: سرپیر) هي قرية تقع في إيران في قسم درواهان الريفي. يقدر عدد سكانها بـ 0 نسمة بحسب إحصاء 2016.